# Neetzka
Neetzka település Németországban, Mecklenburg-Elő-Pomeránia tartományban. Lakosainak száma 221 fő (2023. december 31.).

## Népesség
A település népességének változása:
| Lakosok száma | 238  | 229  | 225  | 214  | 220  | 221  |
|               | 2014 | 2017 | 2019 | 2021 | 2022 | 2023 |